# Сенюрин, Михаил Иванович
Михаил Иванович Сенюрин (24 ноября 1948, Горький — 26 сентября 1996, Нижний Новгород) — советский футболист, нападающий, тренер.
Воспитанник горьковского футбола — спортклуба завода «Красная Этна» и группы подготовки при команде мастеров «Волга». Играл за команды второй группы класса «А» (1966—1969) и второй лиги (1970—1980) «Волга» Горький (1966—1973, 1977—1980), «Искра» Смоленск (1974), Химик (Дзержинск) (1975—1976).
С 1982 по 1983 год — тренер в команде «Волга». Тренер юношеских команда спортклуба «Красное Сормово» (Горький). В 1991—1992 годах — начальник команды, главный тренер «Химика» Дзержинск (по другим данным — начальник команды в 1991 году, главный тренер в 1992—1995).
Работал в тренерском штабе нижегородского «Локомотива».
Скончался 26 сентября 1996 года в возрасте 47 лет от онкологического заболевания. Похоронен в Нижнем Новгороде на Сортировочном кладбище.